# Cabeza de Toro (Chiapas)
Cabeza de Toro es una localidad a orillas de la Laguna Pampa La Joya, en el municipio de Tonalá, Chiapas. A 20 km en carretera y 18 en línea recta de la ciudad de Tonalá. Se ubica en la misma barra que Puerto Arista. A nivel municipal es la cuarta localidad más poblada. En la región IX Istmo-Costa es la séptima. En el estado se posiciona como la centésimo decimoctava. Según el censo del 2010, un 4.03% de la población municipal reside en esta localidad.

## Historia
Cabeza de Toro fue un lugar estratégico en la ruta comercial marítima que tenía la costa de Chiapas desde antes del año 5,000 A.C. La ruta marítima aprovechaba los esteros, lagunas costeras, canales naturales, la cual se ampliaba por medio de caños artificiales. La ruta era desde Tonalá, cuyo embarcadero estaba en lo que ahora es el ejido Cabeza de Toro hasta el río Suchiate. Aquí se recibía o  intercambiaba parte del producto con el Soconusco: el cacao, la alfarería oaxaqueña o guatemalteca, cuyo transporte por medio de animales era riesgoso por su fragilidad; pieles de lagarto, gran cantidad de camarón seco, pescado salado e iguanas vivas y ahumadas, que posteriormente eran transportados al centro de Chiapas. También llegaban otros productos como el  alcohol, medicinas y cordel necesario para la vida cotidiana de las aisladas rancherías de los esteros. 
Se mencionan los primeros asentamientos humanos en este lugar de Cabeza de Toro desde el período posclásico temprano (900 años D.C. al 1,200 D.C). También hubo asentamientos en este período posclásico en Paredón. Sus indicios son los vestigios prehispánicos que se han encontrado, están en los recientes pobladores de ejido, mientras construían sus casas con adobe y encontraron en el lodo: ollas, vasijas y figuras de barro.

## Toponimia
El nombre proviene de la forma que tiene la laguna La Joya vista desde las alturas: una silueta de la cabeza de un toro.

## Economía
La principal actividad económica depende de la pesca, realizada mediante embarcaciones menores por residentes de la comunidad y de los alrededores. Se ha destacado dentro del municipio como uno de los mayores productores de camarón. Además se capturan con menor proporción fauna acuática como: la lisa, la mojarra, el robalo, el bagre, el camarón, la lizeta. Las procesadoras de camarón, juegan un papel importante para la población, siendo esta la actividad sustentable para los recursos de las familias en tiempos de escasa producción pesquera. Se estima que un poco más de la mitad de los habitantes la llevan a cabo.  Las actividades con menor ingresos que las anteriores destacan la agricultura, servicios públicos y la ganadería. Ha de considerarse la última en los ingresos altos a través de la leche del ganado vacuno.

## Fiestas y tradiciones

### Fiesta de la Señora Santa Ana
Se empieza a festejar en la década de 1940, y se celebraba en la casa de la señora Manuela Vázquez. La imagen de Santa Ana fue comprada por el señor Manuel Vázquez, su padre, cuando deciden mudarse a Paredón, la imagen queda en manos de la señora Caridad Vázquez, quien la siguió celebrando en su casa, con mayordomos y veladores. Las fiestas empezaban el 24 de julio y terminaban el 28 de julio. Los mayordomos organizaban la feria, engordaban marranos (puercos), para venderlos y tener dinero para la fiesta. Luego, buscaban una marimba del lugar o una cercana, para que tocara durante la fiesta. 
Desde esta fecha hasta los años de 1990, los mayordomos repartían licor, aguardiente, tamales y refrescos para hacer un evento alegre. Se donó la imagen al pueblo, con la donación del terreno se construyó la capilla en 1959, de material de ladrillo. 
Recientemente la capilla ascendió a parroquia con el nombre de "San Joaquín y Santa Ana", y la tradición del pueblo que profesa la religión católica, realizan ofrendas, donde las mujeres visten de chiapanecas y algunos hombres visten de charros, cuya festividad se alegra con eventos culturales desde los días 17 al 26 de julio.